# 愛美波士
愛美波士（日語：アドマイヤボス），是日本純種競賽馬匹。生涯活躍於中距離賽事，曾勝出聖烈特紀念。

## 出賽前
1997年5月9日出生於北海道早來町（今安平町）北部牧場，成長途中在被馬主近藤利一購入。
其後交由栗東訓練中心練馬師橋田滿訓練。

## 競賽生涯

### 4歲（現3歲）
因體質較弱其於2000年7月23日才出戰函館競馬場4歲未勝利戰，比賽初段保持在中團位置下於對面直路末段開始加速，在過彎時經已進佔先頭位置，最終亦能繼續拉開後方賽駒以4馬位取得優勝。
其後以出戰條件戰知床特別，比賽初段採用前置戰術下繼續在對面直路變奏，但一直未能迫近率先透出的賽駒下取得第二。
秋季選擇以二級賽聖烈特紀念作為目標，賽前取得第二人氣。比賽開始後，其在約莫第九的中後方位置展開推進，但在第三彎道嚮應騎師後藤浩輝的指揮逐步發力變奏，徐徐上前下在第四彎道進佔先頭有利位置。進入直路後，其仍然可以運用餘力繼續加速迫近前方賽駒，最終在中後段將第一人氣賽駒Toho Shiden及第三人氣賽駒城天勇士追過，以1/2馬位優勢取得首個分級賽冠軍。
贏得以上賽事後未有前往三冠尾關菊花賞，而是在11月出戰阿根廷共和國盃挑戰年長馬匹。然而於比賽途中，其一直處於後方位置未能加速上前，最終以第十落敗。
年末選擇以有馬紀念作為目標，本次比賽繼續採用居中戰術，但於第三、四彎道處經已抽出外檔取位準備上前。進入直路後，其沿着外檔位置順利加速衝刺，最終展現不俗的速度下僅敗於好歌劇、名將戶仁、大和德州及帝皇光輝取得第五的戰績。

### 4歲[a]
2001年出戰產經大阪盃作為熱身，本次比賽保持在中團位置下在對面直路末段開始抽出外檔，於彎道位置急劇加速下取得領先，但最終未能阻止Toho Dream及空中神宮的攻勢下以第三落敗。
其後嘗試增程出戰春季天皇賞，比賽初段仍然選擇在中團靠後的位置展開推進，在第二圈對面直路末段通過斜坡後開始加速上前，最終在直路上稍為衝刺下跑獲一席第五。
6月24日選擇寶塚紀念作為目標，雖然本次比賽採取較為主動的先行戰術，在比賽途中亦能緊守有利位置，但在直路上仍然未能維持走勢失速後退，最終被對手追過下取得第六。
秋季降級出戰條件戰比叡錦標，雖然賽前為第一人氣大熱門，但在直路上無法堅守位置下在最後一步被衝出的Tokai Oza超越，最終以頸位敗於對手取得第二。
11月再度出戰阿根廷共和國盃，比賽初段以平穩的步速保持在約莫第五的位置，然而在直路上亦僅能維持此均速前進，最終未有太大表現下以第五完賽。
其後原定遵從上年的安排進軍有馬紀念，但於賽前被發現受傷因而避戰，最終陣營更安排其退役，並在翌年2月7日正式取消日本中央競馬會的賽駒註冊。

### 詳細賽績
| 日期       | 舉辦國家 | 馬場 | 距離   | 級別 | 賽事名稱       | 負重 | 騎師     | 馬號 | 出馬 | 名次 | 時間   | 頭馬（二馬）     |
| ---------- | -------- | ---- | ------ | ---- | -------------- | ---- | -------- | ---- | ---- | ---- | ------ | ---------------- |
| 23/7/2000  | 日本     | 函館 | 泥1700 |      | 4歲未勝利      | 55   | 橫山典弘 | 8    | 10   | 01着 | 1:47.0 | （Feather Crew） |
| 20/8/2000  | 日本     | 札幌 | 草2000 | 500  | 知床特別       | 55   | 後藤浩輝 | 14   | 16   | 02着 | 2:01.2 | Fusaichi Sonic   |
| 17/9/2000  | 日本     | 中山 | 草2200 | GII  | 聖烈特紀念     | 56   | 後藤浩輝 | 5    | 13   | 01着 | 2:16.9 | （Toho Shiden）  |
| 5/11/2000  | 日本     | 東京 | 草2500 | GII  | 阿根廷共和國盃 | 55   | 蛯名正義 | 10   | 16   | 10着 | 2:34.9 | 城中金星         |
| 24/12/2000 | 日本     | 中山 | 草2500 | GI   | 有馬紀念       | 55   | 武豊     | 14   | 16   | 05着 | 2:34.3 | 好歌劇           |
| 1/4/2001   | 日本     | 阪神 | 草2000 | GII  | 產經大阪盃     | 58   | 後藤浩輝 | 13   | 14   | 03着 | 1:58.7 | Toho Dream       |
| 29/4/2001  | 日本     | 京都 | 草3200 | GI   | 春季天皇賞     | 58   | 後藤浩輝 | 11   | 12   | 05着 | 3:16.7 | 好歌劇           |
| 24/6/2001  | 日本     | 阪神 | 草2200 | GI   | 寶塚紀念       | 58   | 戴崇謀   | 11   | 12   | 06着 | 2:12.3 | 名將戶仁         |
| 20/10/2021 | 日本     | 京都 | 草2400 | 1600 | 比叡錦標       | 57   | 横山典弘 | 2    | 10   | 02着 | 2:25.6 | Tokai Oza        |
| 4/11/2001  | 日本     | 東京 | 草2500 | GII  | 阿根廷共和國盃 | 55   | 後藤浩輝 | 10   | 10   | 05着 | 2:32.7 | Tokai Oza        |

a 由2001年開始，日本跟隨國際馬齡顯示標準，以實歲標記馬匹

## 退役後
退役後，愛美波士成為了配種馬，於北海道門別町（今日高町）日高輕種馬農業協同組合門別種馬場休養，在2002年進行配種。2009年3月29日，Iron Look在每日盃取勝，成為勝出首匹分級賽的子嗣。
2010年，其在配種季完結後由配種馬退役，前往北海道苫小牧市北方馬匹公園休養，作為乘騎馬使用
2015年8月被轉移至茨城縣龍崎市Crane龍崎休養，繼續作為乘騎馬工作。

### 主要子嗣

#### 分級賽優勝子嗣
2003年生
- Admire Subaru（白山大賞典）

2006年生
- Iron Look（每日盃）

2010年生
- 栗子星（平安錦標、天狼星錦標、天蠍錦標）

## 血統簡介
父系週日寧靜是美國三冠賽雙冠馬，退役後在日本配種，在日本馬壇相當成功，贏得多項分級賽事，其子嗣贏得巨額獎金，連續12年成為日本冠軍種馬。祖父Halo爲美國賽駒，曾贏得一級賽冠軍，爲美國冠軍種馬。
母系Vega日本賽駒，曾勝出雌馬三冠之櫻花賞及優駿牝馬。外祖父東來兵，曾勝出凱旋門大賽，退役後於日本配種，和週日寧靜及百仁時間被一同稱爲改變日本賽馬的三匹種馬。

### 血統表
| 父線：週日寧靜系（Halo系）    |                             |                 |               |
| 種馬 週日寧靜 1986年（棕色）  | Halo 1969年（棕色）         | Hail to Reason  | Turn-to       |
| 種馬 週日寧靜 1986年（棕色）  | Halo 1969年（棕色）         | Hail to Reason  | Nothirdchance |
| 種馬 週日寧靜 1986年（棕色）  | Halo 1969年（棕色）         | Cosmah          | Cosmic Bomb   |
| 種馬 週日寧靜 1986年（棕色）  | Halo 1969年（棕色）         | Cosmah          | Almahmoud     |
| 種馬 週日寧靜 1986年（棕色）  | Wishing Well 1975年（棗色） | Understanding   | Promised Land |
| 種馬 週日寧靜 1986年（棕色）  | Wishing Well 1975年（棗色） | Understanding   | Pretty Ways   |
| 種馬 週日寧靜 1986年（棕色）  | Wishing Well 1975年（棗色） | Mountain Flower | Montparnasse  |
| 種馬 週日寧靜 1986年（棕色）  | Wishing Well 1975年（棗色） | Mountain Flower | Edelweiss     |
| 繁殖雌馬 Vega 1990年（棗色）  | 東來兵 1983年（棗色）       | Kampala         | Kalamoun      |
| 繁殖雌馬 Vega 1990年（棗色）  | 東來兵 1983年（棗色）       | Kampala         | State Pension |
| 繁殖雌馬 Vega 1990年（棗色）  | 東來兵 1983年（棗色）       | Severn Bridge   | Hornbeam      |
| 繁殖雌馬 Vega 1990年（棗色）  | 東來兵 1983年（棗色）       | Severn Bridge   | Priddy Fair   |
| 繁殖雌馬 Vega 1990年（棗色）  | Antique Value               | 北地舞人        | 新北區        |
| 繁殖雌馬 Vega 1990年（棗色）  | Antique Value               | 北地舞人        | Natalma       |
| 繁殖雌馬 Vega 1990年（棗色）  | Antique Value               | Moonscape       | Tom Fool      |
| 繁殖雌馬 Vega 1990年（棗色）  | Antique Value               | Moonscape       | Brazen        |
| 雌系：號族：9-f               |                             |                 |               |
| 五代內近親交配：Almahmoud 4×5 |                             |                 |               |

## 命名由來
名字中，Admire（アドマイヤ）為馬主近藤利一的冠名，帶有仰慕、讚賞、尊重等意思，香港取音譯，翻譯為「愛美」；Boss（ボス）即是老闆，香港則取音譯，並以較為本地化的「波士」作為翻譯。

## 外部連結
- 愛美波士 netkeiba.com
- 血統表 （页面存档备份，存于）